# Boris Bieszczew
Boris Pawłowicz Bieszczew (ros. Борис Павлович Бещев, ur. 15 lipca?/28 lipca 1903 we wsi Wielikoje k. Rostowa w guberni jarosławskiej, zm. 27 maja 1981 w Moskwie) – radziecki polityk, minister komunikacji ZSRR (1948–1977), Bohater Pracy Socjalistycznej (1959).

## Życiorys
Skończył szkołę w rodzinnej wsi, w 1919 przeniósł się na Powołże, gdzie był uczniem telegrafisty i telegrafistą kolejowym na KOlei Samarsko–Złatoustskiej (obecnie miasto Oktiabrsk). W latach 1921–1923 instruktor powiatowego komitetu Komsomołu w Syzraniu, później ponownie telegrafista kolejowy, od 1927 członek WKP(b), od 1930 w Leningradzie, gdzie ukończył Instytut Inżynierów Transportu Kolejowego. W latach 1935–1936 był inżynierem i pomocnikiem szefa stacji, a 1936–1937 rewizorem-dyspozytorem i zastępcą szefa wydziału Centralnego Zarządu Ruchu Ludowego Komisariatu Komunikacji Drogowej. Od listopada 1937 do 1940 szef Kolei Ordżonikidzewskiej, w latach 1940–1941 szef Kolei Oktiabrskiej, od 30 czerwca 1941 do 1942 pełnomocnik Ludowego Komisariatu Komunikacji Drogowej na Froncie Leningradzkim, w 1942 pełnomocnik tego komisariatu kolejno na Kolei Północnej, Oktiabrskiej, Jarosławskiej i Kalinińskiej, 1942–1944 szef Kolei im. Waleriana Kujbyszewa, 1944–1946 szef Zarządu Ruchu Ludowego Komisariatu Połączeń Drogowych ZSRR. Od grudnia 1944 zastępca, od marca 1946 I zastępca ludowego komisarza/ministra, a od 5 czerwca 1948 do 14 stycznia 1977 minister komunikacji ZSRR, następnie na emeryturze. 
Od 14 października 1952 do 23 lutego 1981 członek KC KPZR. Deputowany do Rady Najwyższej ZSRR od 4 do 9 kadencji. 
Pochowany na Cmentarzu Nowodziewiczym.

## Odznaczenia
- Złoty Medal „Sierp i Młot” Bohatera Pracy Socjalistycznej (1 sierpnia 1959)
- Order Lenina (siedmiokrotnie)
- Order Rewolucji Październikowej (dwukrotnie – 13 lipca 1973 i 14 stycznia 1977)
- Order Czerwonego Sztandaru Pracy (24 listopada 1942)
- Medal „Za pracowniczą dzielność”